# String Theory
String Theory è il settimo album in studio del gruppo musicale statunitense Hanson, pubblicato il 9 novembre 2018.

## Tracce
Disco 1
1. Reaching for the Sky (Pt.1)
2. Joyful Noise
3. Where's the Love
4. Dream It Do It
5. MMMBop
6. Chasing Down My Dreams
7. Tragic Symphony
8. Got a Hold on Me
9. Yearbook
10. Siren Call
11. Me Myself and I

Disco 2
1. Reaching for the Sky (Pt. 2)
2. This Time Around
3. Something Going Round
4. Battle Cry
5. You Can't Stop Us
6. Broken Angel
7. What Are We Fighting For
8. Breaktown
9. No Rest for the Weary
10. I Was Born
11. Sound of Light
12. Tonight

## Formazione
- Taylor Hanson - voce, piano, tastiere
- Isaac Hanson - voce, chitarre, basso
- Zac Hanson - voce, batteria, percussioni